# Championnat d'Éthiopie de football 2019-2020
Navigation
Saison précédente Saison suivante
La saison 2019-2020 du Championnat d'Éthiopie de football est la soixante-quatorzième édition de la première division en Éthiopie, la Premier League. Elle regroupe, sous forme d'une poule unique, seize équipes du pays qui se rencontrent deux fois au cours de la compétition, à domicile et à l'extérieur. À l'issue de la saison, les trois derniers du classement sont relégués et remplacés par les trois meilleurs clubs de deuxième division. 
Mekele City FC est le tenant du titre.

## Déroulement de la saison
La saison débute le 1er décembre 2019, le 13 mars 2020 après la 17e journée le championnat est interrompu à cause de la pandémie de Covid-19. Le 5 mai 2020, la saison est abandonnée et considérée comme non valide, aucun titre sera décerné, aucune promotion ni de relégation aura lieu.

## Les clubs participants
- Baher Dar Kenema FC
- Ethiopian Coffee Sport Club
- Awassa City FC
- Sebeta City Football Club - Promu de D2
- Fasil City FC
- Wolkite City FC- Promu de D2
- Sidama Coffee FC
- Adama City FC
- Shire Endaselassie FC
- Dire Dawa City FC
- Mekele City FC
- Saint-George SC
- Hadiya Hossana FC - Promu de D2
- Welayta Dicha FC
- Welwalo Adigrat University
- Jimma Aba Jifar FC

## Compétition
Le barème de points servant à établir les classements se décompose ainsi :
- Victoire : 3 points
- Match nul : 1 point
- Défaite : 0 point

### Classement
| Rang | Équipe                      | Pts | J  | G | N | P | Bp | Bc | Diff |
| ---- | --------------------------- | --- | -- | - | - | - | -- | -- | ---- |
| 1    | Fasil City FC               | 30  | 17 | 8 | 6 | 3 | 26 | 13 | +13  |
| 2    | Mekele City FC T            | 29  | 17 | 9 | 2 | 6 | 21 | 15 | +6   |
| 3    | Saint-George SC             | 28  | 17 | 7 | 7 | 3 | 22 | 13 | +9   |
| 4    | Sidama Coffee FC            | 27  | 17 | 9 | 0 | 8 | 34 | 28 | +6   |
| 5    | Baher Dar Kenema FC         | 27  | 17 | 8 | 3 | 6 | 23 | 23 | 0    |
| 6    | Shire Endaselassie FC       | 24  | 17 | 6 | 6 | 5 | 16 | 19 | -3   |
| 7    | Awassa City FC              | 23  | 17 | 6 | 5 | 6 | 20 | 28 | -8   |
| 8    | Ethiopian Coffee Sport Club | 22  | 17 | 5 | 7 | 5 | 27 | 18 | +9   |
| 9    | Adama City FC               | 22  | 17 | 5 | 7 | 5 | 18 | 14 | +4   |
| 10   | Welayta Dicha FC            | 22  | 17 | 6 | 4 | 7 | 19 | 20 | -1   |
| 11   | Sebeta City Football Club P | 22  | 17 | 6 | 4 | 7 | 19 | 20 | -1   |
| 12   | Wolkite City FC P           | 22  | 17 | 6 | 4 | 7 | 13 | 15 | -2   |
| 13   | Dire Dawa City FC           | 21  | 17 | 6 | 3 | 8 | 16 | 26 | -10  |
| 14   | Jimma Aba Jifar FC          | 19  | 17 | 4 | 7 | 6 | 11 | 14 | -3   |
| 15   | Welwalo Adigrat University  | 18  | 17 | 4 | 6 | 7 | 19 | 25 | -6   |
| 16   | Hadiya Hossana FCP          | 14  | 17 | 3 | 5 | 9 | 12 | 25 | -13  |

|  | Qualification pour la Ligue des champions de la CAF 2020-2021                           |
|  | Qualification pour la Coupe de la confédération 2020-2021                               |
|  | Relégation directe en deuxième division                                                 |
|  | T : Tenant du titre C : Vainqueur de la Coupe d'Éthiopie P : Promu de deuxième division |

- Le champion 2018-2019 représente l'Ethiopie en Ligue des champions de la CAF 2020-2021, le vainqueur de la Coupe 2019 est qualifié pour la Coupe de la confédération 2020-2021.

## Bilan de la saison
| Championnat d'Éthiopie de football 2019-2020 |                                          |
| Champion                                     | non décerné                              |
| Coupes et trophées                           |                                          |
| Vainqueur de la Coupe d'Éthiopie 2019-2020   | non disputée                             |
| Qualifications continentales                 |                                          |
| Ligue des champions de la CAF 2020-2021      | Mekele City FC Champion 2019             |
| Coupe de la confédération 2020-2021          | Fasil City FC vainqueur de la Coupe 2019 |
| Promotions et relégations                    |                                          |
| Promus en Premier League                     | aucun                                    |
| Relégués en Second League                    | aucun                                    |